# Wolkenstein-Trostburg

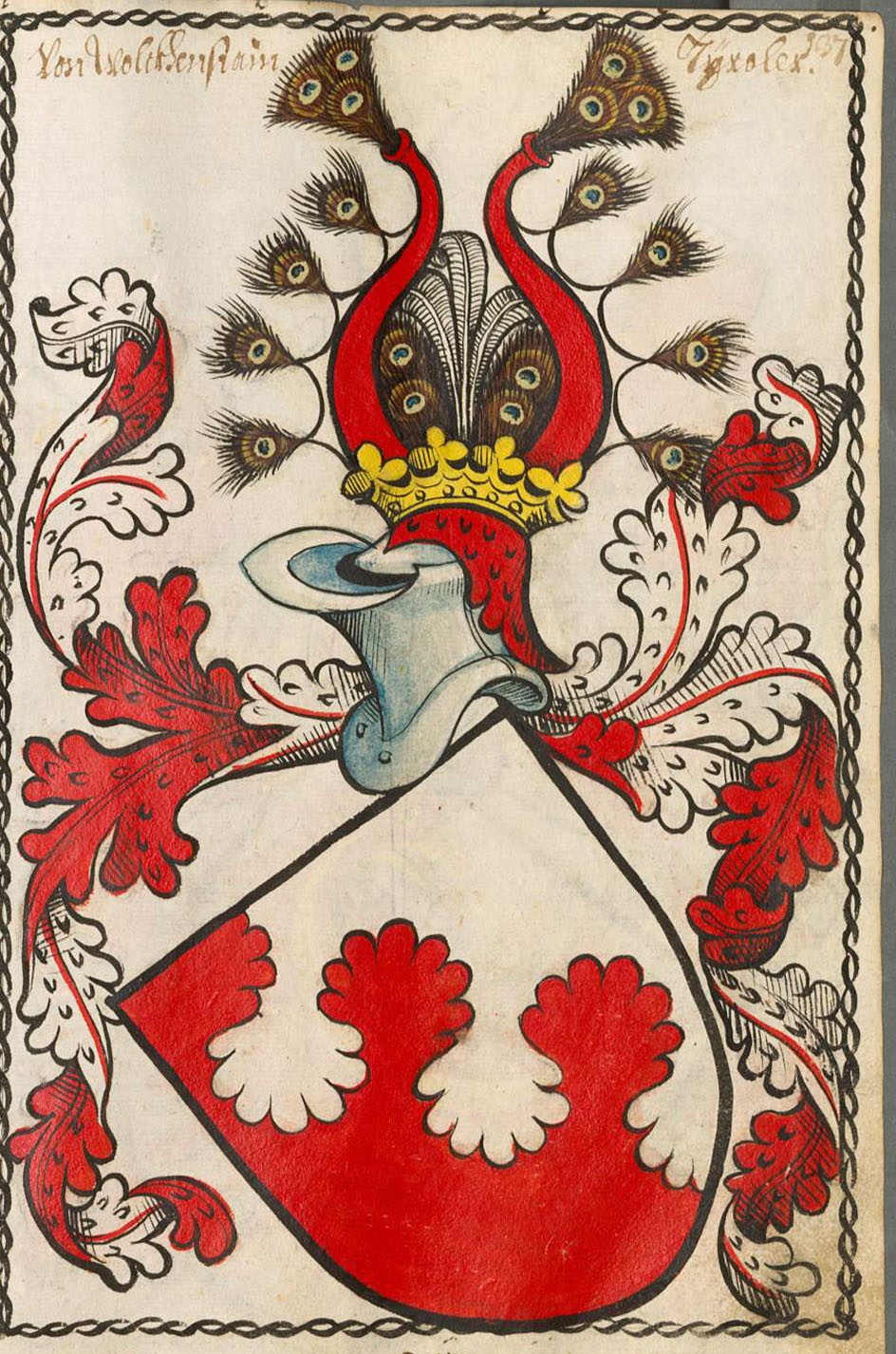
Stammwappen der Wolkenstein aus dem Scheiblerschen Wappenbuch.

Geviertes Wappen der Wolkenstein-Trostburg

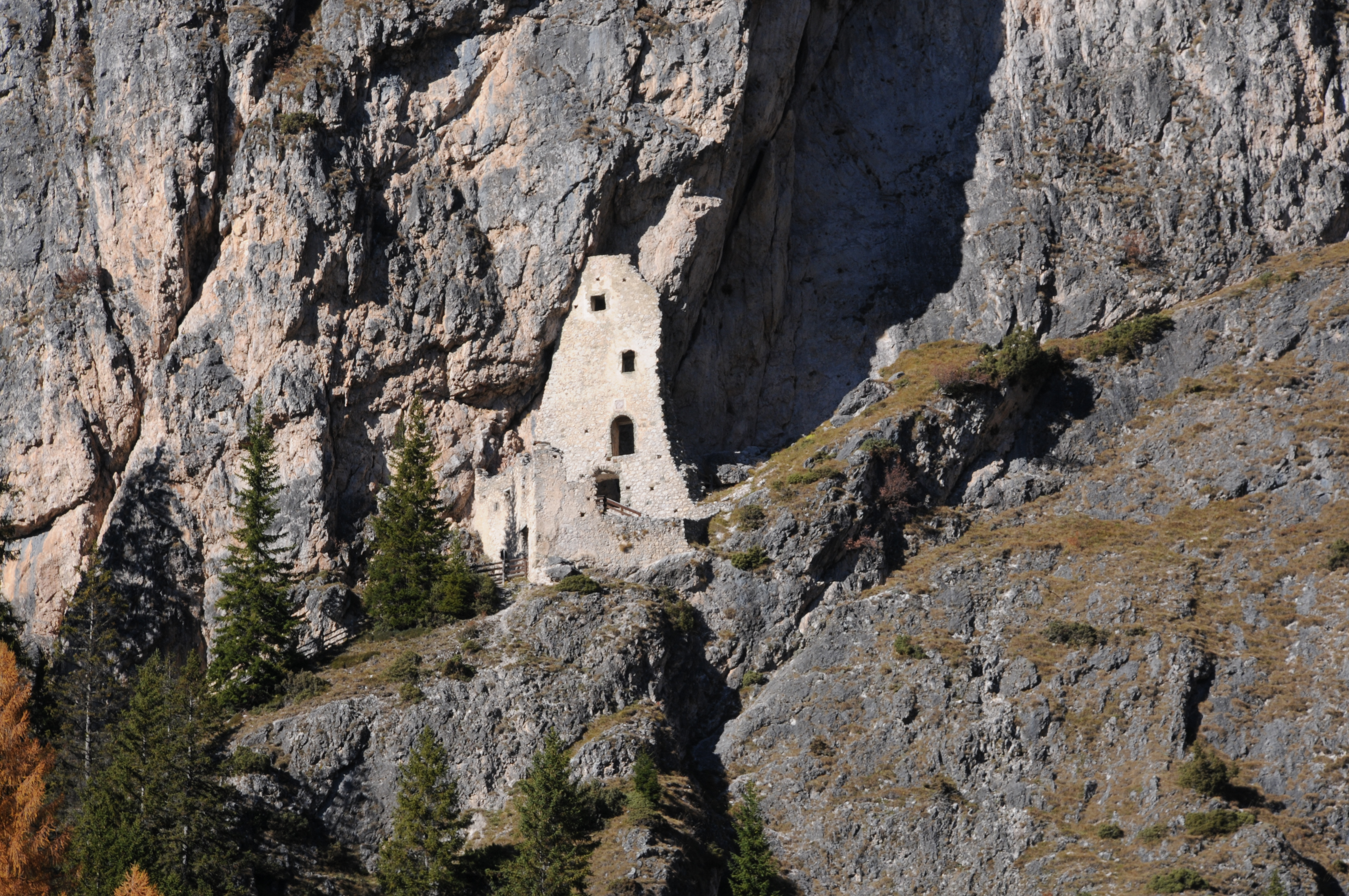
Burgruine Wolkenstein

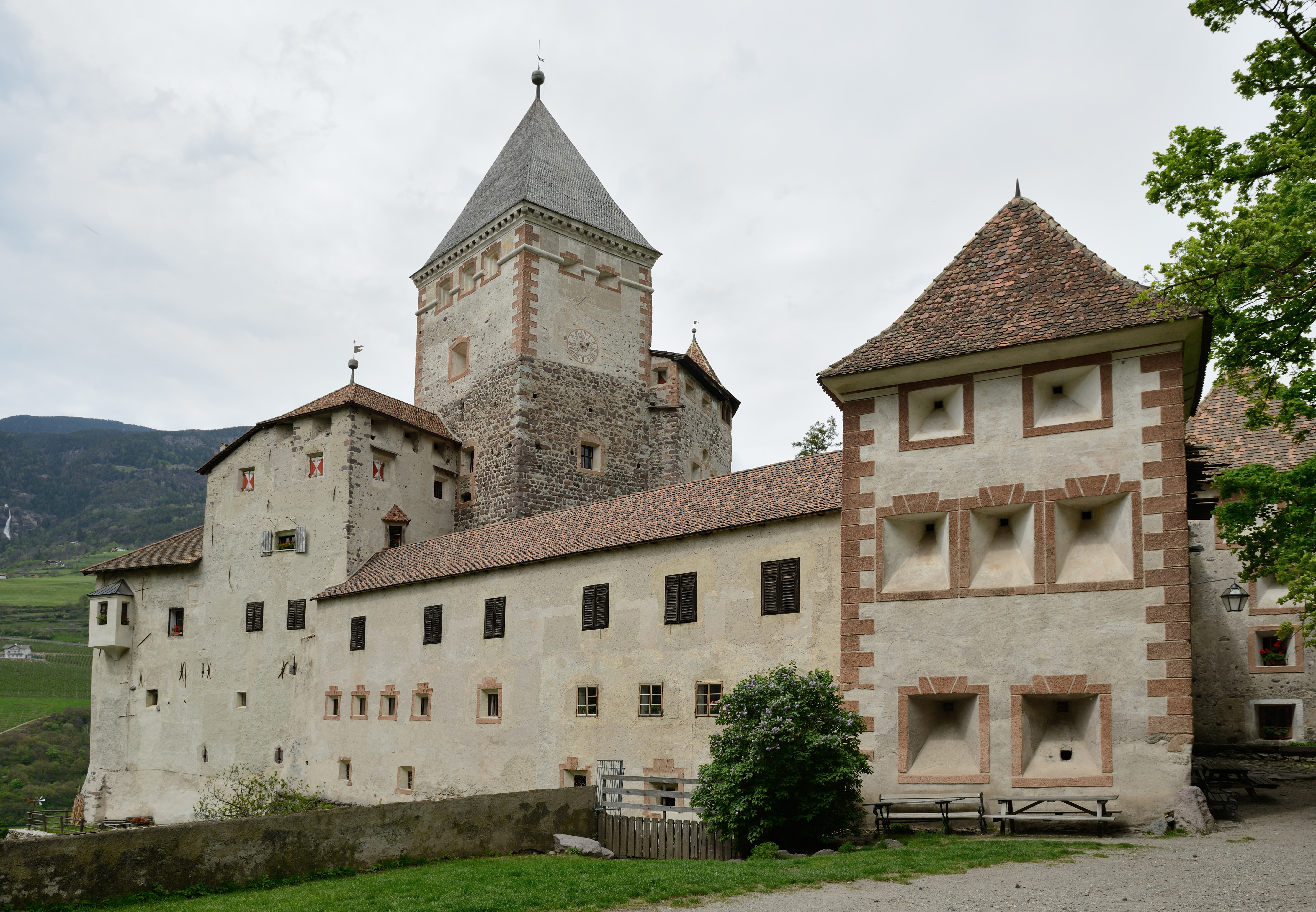
Die Trostburg im Eisacktal

Die Grafen von Wolkenstein-Trostburg sind ein Zweig des Adelsgeschlechts Wolkenstein in Tirol, das schon unter Friedrich III. in den Freiherrenstand erhoben wurde. Die Trostburger Linie wurde 1630 in den Reichsgrafenstand erhoben, als Grafen zu Wolkenstein, Freiherren zu Trostburg und Neuhauß.

## Geschichte
Die Wolkensteiner sind ein Uradelsgeschlecht in Tirol, dessen Wurzeln bis in das 12. Jahrhundert zurückreichen. Sie sind eine Seitenlinie der Herren von Villanders. 1293 erwarben diese die Burg und das Gericht Wolkenstein, nach dem sich der dortige Zweig fortan benannte. 
Begründer der beiden Familienlinien war Friedrich von Wolkenstein, der sich 1371 mit Katharina von Villanders vermählte, der Erbtochter des Eckhart von Villanders, Herrn auf der Trostburg bei Waidbruck im Südtiroler Eisacktal, wodurch diese an die Wolkensteiner kam. Die Trostburger Linie stammt von deren ältestem Sohn Michael von Wolkenstein († 1443) ab, während sein jüngerer Bruder, der spätmittelalterliche Dichterkomponist Oswald von Wolkenstein (um 1377–1445), die Linie Wolkenstein-Rodenegg begründete, die 1491 das Schloss Rodenegg erwarb und es bis heute besitzt. 
Das Geschlecht erlangte als eines der ersten des alten Tiroler Adels bereits unter Friedrich III. die Erhebung in den Freiherrenstand. Es erwarb später Besitzungen auch in Mähren und Böhmen. Am 24. Oktober 1630 wurde die Trostburger Linie als Grafen zu Wolkenstein, Freiherren zu Trostburg und Neuhauß in den Reichsgrafenstand erhoben. 
Theobald von Wolkenstein-Trostburg war 1444–1446 Elekt, also erwählter, aber vom Papst Eugen IV. nicht anerkannter Bischof von Trient.
Von 1619 bis 1828 war Schloss Summersberg im Besitz der Grafen Wolkenstein. Im 17. Jahrhundert übernahm die Trostburger Linie von den Wolkenstein-Rodenegg das Castel Ivano, das diese seit dem 15. Jahrhundert im Pfandbesitz gehabt hatte, verkaufte es aber Anfang des 20. Jahrhunderts an ihren Burgverwalter. In der zweiten Hälfte des 20. Jahrhunderts wurde auch die Trostburg verkauft, die heute vom Südtiroler Burgeninstitut als Museum geführt wird.
Karl Friedrich Otto Graf von Wolkenstein-Trostburg erbte 1840 Schloss Brunnersdorf in Böhmen. Die böhmische Burg Wildstein erwarb 1884 Graf Engelhard von Wolkenstein-Trostburg, dessen Nachkommen bis zur Enteignung 1945 auf Wildstein saßen.

## Persönlichkeiten (Auswahl)
(siehe auch Stammliste der Wolkenstein)
- Theobald von Wolkenstein (um 1410–1491), erwählter, vom Papst nicht anerkannter Bischof von Trient
- Marx Sittich von Wolkenstein (1563–1619), Chronist
- Adam von Wolkenstein-Trostburg (1583–um 1635), Komtur des Deutschen Ordens und kaiserlicher Kämmerer
- Sigmund Ignaz von Wolkenstein-Trostburg (1644–1696), Fürstbischof von Chiemsee
- Anton Dominikus von Wolkenstein-Trostburg (1662–1730), Fürstbischof von Trient
- Peter Anton von Wolkenstein-Trostburg († 1729), kurpfälzischer Kammerherr, Bruder des Fürstbischofs.
- Leopold von Wolkenstein-Trostburg (1800–1882), Tiroler Landeshauptmann
- Anton Graf von Wolkenstein-Trostburg (1832–1913), österreichischer Diplomat, ⚭ 1886 mit Marie Gräfin von Schleinitz